# ジェームズ・ヒューイット (第2代リフォード子爵)

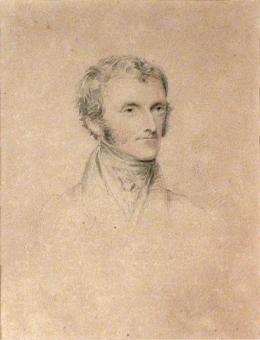
ジョセフ・スレイターによる肖像画。

第2代リフォード子爵ジェームズ・ヒューイット（英語: James Hewitt, 2nd Viscount Lifford、1750年10月27日 – 1830年4月15日）は、アイルランド王国出身の貴族、聖職者。1796年から1830年までアーマー聖堂首席司祭を務めた。

## 生涯
初代リフォード子爵ジェームズ・ヒューイットと1人目の妻メアリー（Mary、1765年没、旧姓ウィリアムズ（Williams）、ライス・ウィリアムズの娘）の息子として、1750年10月27日に生まれた。1769年6月12日にオックスフォード大学クライスト・チャーチに入学、1772年にB.A.の学位を修得した。その後、ダブリン大学トリニティ・カレッジに進学、1778年にM.A.とLL.D.の学位を修得した。
1789年4月28日に父が死去すると、リフォード子爵位を継承した。同年5月、アイルランド総督の初代バッキンガム侯爵ジョージ・ニュージェント＝テンプル＝グレンヴィルはすでに貴族としてアイルランド議会に招集された人物を主教に任命できるかについて悩んだが、リフォード子爵がイングランドに住むことを望んだため、アイルランドでの主教職は望まず、この問題は自然に解決されたという。しかし、1796年にはアーマー聖堂首席司祭に就任、1830年まで務めた。
1830年4月15日にダウン県のランファーリー・ハウス（Ranfurly House）で死去、息子ジェームズが爵位を継承した。

## 家族
1776年7月25日、ヘンリエッタ・ジュディス・ポメロイ（Henrietta Judith Pomeroy、1754年6月18日 – 1778年4月22日、初代ハーバートン子爵アーサー・ポメロイの娘）と結婚したが、2人の間に子供はいなかった。
1781年12月23日、アリシア・オリヴァー（Alicia Oliver、1845年3月15日没、ジョン・オリヴァーの娘）と再婚、2男をもうけた
- ジェームズ（1783年8月29日 – 1855年4月22日） - 第3代リフォード子爵
- ジェームズ・ジョン・プラット（James John Pratt、1796年5月26日 – 1880年1月5日） - 1819年10月19日、ジュリアナ・ハミルトン（Juliana Hamilton、1827年8月29日没、アレクサンダー・ハミルトンの娘）と結婚、子供あり。1829年7月7日、エリザベス・ジャーヴァス（Elizabeth Gervais、1886年3月12日没、フランシス・ジャーヴァスの娘）と再婚、子供あり